# When We All Fall Asleep, Where Do We Go?
When We All Fall Asleep, Where Do We Go? Billie Eilish amerikai énekesnő debütáló stúdióalbuma. 2019. március 29-én jelent meg a Darkroom és az Interscope kiadók által, az Egyesült Államokban, pedig a Polydor Records adta ki. A dalszövegek jelentős részét Eilish testvére, Finneas O’Connell írta, aki egyben az album producere is. Zenei szempontból az albumot pop-, pop-art lemezként jellemezték, bár számos más műfaj befolyásolja, köztük például a hip-hop.
Két kislemez, a „You Should See Me in a Crown” és a „When the Party’s Over” még az album előtt megjelent, majd a „Bury a Friend” számmal érkezett az album bejelentése. Ezt a „Wish You Were Gay”, a Billboard Hot 100 listán első helyezett a „Bad Guy”, és az „All The Good Girls Go to Hell”. A „Come Out and Play”, a „When I Was Older”, az „Everything I Wanted” és a „Bitches Broken Hearts” kislemezek az album limitált kiadásán szerepelnek.
A „When We All Fall Asleep, Where Do We Go?” megjelenésekor széles körű elismerést kapott a zenekritikusoktól, sokan dicsérték az album tematikáját, a dalszerzést, és Eilish énekszóját. Számos országban sikert aratott, többek között az Egyesült Államokban, Kanadában és az Egyesült Királyságban is toplistákra került. A 62. Grammy-gálán az album elnyerte az „Év Albuma” és a „Legjobb Pop Vokális Album” díját, míg a „Bad Guy”-t az „Év Lemezének” és az „"Év Dalának” választották. 2019 áprilisában a When We All Fall Asleep-turné, 2020-ban pedig a Where Do We Go?-világturné népszerűsíti. 2020-ban Minden idők 500 legjobb albuma listán 397. helyen szerepelt.

## Dalok
Az album nyitó száma, a "!!!!!!!" egy rövid bevezető, amelyben Billie egy fogszabályzót szürcsöl, majd megszólal hogy "ez az album", ezután testvérével röhögni kezdenek. Finneas elmagyarázta, hogy csak a "humorérzék megtalálása" volt a cél, amely az album készítése "stresszes" időszakában volt. A következő szám a "Bad Guy", egy "pop-trap" dal, amely basszus, kick-dob és erősített csettintések hallhatóak. A dal szövegeiben Billie kísérti a partnerét, azt sugallva, hogy ő inkább a "rossz fiú", mint a partnere. A következő dal a "Xanny", mely a Xanax nevű nyugtatóra utal, elmondása szerint a dal nem arra szólítja fel az embereket hogy ne használjanak nyugtatót, hanem arra hogy inkább biztonságban érezzék magukat.
A "You Should See Me in a Crown" című következő dalt Billie és Finneas írta, mely a "Sherlock" című sorozat ihlette meg őket a dal megírására. A következő dal a "Wish You Were Gay" egy jazz szerű,klasszikus pop dal amelyben Billie énekli azt a kívánságát, hogy egy férfi, akit szeret, bárcsak meleg lenne, és így ne lenne szerelmi irányzat felé. Az album hetedik dala "When The Party's Over", mely egy zongora kíséret megy az ének alatt, és vokális hangokkal.
A nyolcadik szám a "8", egy ukulele-alapú, altatódal, melyben Billie hangja egy kis gyerekre hasonlít. A következő dal, a "My Strange Addiction" egy basszusgitáros pop dal, amelyet egy amerikai szituációs komédiáról, az "Office"-ról ihlette Billie-t. A dalban szereplő részletek a sorozatból, Billie-nek Steve Carell, BJ Novak, John Krasinski és Mindy Kaling jóváhagyására volt szüksége, (akiknek a hangjuk szólalnak meg a dalban) mindannyiuk elfogadták a jóváhagyást. A következő szám, a "Bury a Friend" elektronikus dalként lett leírva. A dal egy ágy alatti szörnyről szól, ami a dalban elhangzik hogy a szörny mit csinál és mit érez. A dal üteme zökkenőmentesen átvezet a "Ilomilo" tizenegyedik számához, mely az "Ilomilo" című videójátékból kivágott ütem szól a zene alatt.
Az utolsó három számnak mindegyiknek lineáris címe van, azaz a „Listen Before I Go”, „I Love You” és a „Goodbye”. Billie ezeket a dalokat az album végére akarta elhelyezni őket, hogy az albumnak csendes és lassú vége legyen. A „Listen Before I Go” egy szelíd zongora kísérletű dal, amelyben Billie egy öngyilkos lány érzéseiről énekel. A dal közben hallhatunk utcai zajokat, illetve a dal végén mentő-, rendőr szirénákat is hallhatunk a hangulat kedvéért. A következő szám az „I Love You”, amelyben elbukott szerelemről énekel Billie. Finneas úgy írta le a dalt hogy „a szerelem egy elcseszett dolog.” A végső dal a „Goodbye” az album minden egyes műsorszámaival (a „!!!!!!!” kivételével) egy-egy sort hallhatunk mindből a dalszövegben fordított sorrendben, kezdve az „I Love You” sorból, egészen a „Bad Guy” sorig lezárva.

## Díjak
| Díj                    | Év   | Kategória                  | Eredmény | For.   |
| ---------------------- | ---- | -------------------------- | -------- | ------ |
| American Music Awards  | 2019 | Kedvenc Album — Pop/Rock   | Jelölve  | [ 13 ] |
| Apple Music Awards     | 2019 | Az év albuma               | Elnyerte | [ 14 ] |
| Billboard Music Awards | 2020 | Top Billboard 200 Album    | Elnyerte | [ 15 ] |
| BreakTudo Awards       | 2019 | Az év albuma               | Jelölve  | [ 16 ] |
| CD Shop Awards         | 2020 | Nyugati díj                | Elnyerte | [ 17 ] |
| Danish Music Awards    | 2019 | Az év külföldi albuma      | Elnyerte | [ 18 ] |
| Grammy Awards          | 2020 | Az év albuma               | Elnyerte | [ 19 ] |
| Grammy Awards          | 2020 | Legjobb popalbum           | Elnyerte | [ 19 ] |
| Grammy Awards          | 2020 | A legjobb tervezésű album  | Elnyerte | [ 19 ] |
| Juno Awards            | 2020 | Az Év Nemzetközi Albuma    | Elnyerte | [ 20 ] |
| LOS40 Music Awards     | 2019 | A legjobb nemzetközi album | Elnyerte | [ 21 ] |
| People's Choice Awards | 2019 | Az év albuma               | Jelölve  | [ 22 ] |
| Q Awards               | 2019 | Legjobb album              | Jelölve  | [ 23 ] |

## Számlista
Az összes szám szerzője Billie Eilish O’Connell és Finneas O’Connell. 
| When We All Fall Asleep, Where Do We Go? | When We All Fall Asleep, Where Do We Go?  | When We All Fall Asleep, Where Do We Go? | When We All Fall Asleep, Where Do We Go? | When We All Fall Asleep, Where Do We Go? | When We All Fall Asleep, Where Do We Go? | When We All Fall Asleep, Where Do We Go? | When We All Fall Asleep, Where Do We Go? | When We All Fall Asleep, Where Do We Go? | When We All Fall Asleep, Where Do We Go? |
| #                                        | Cím                                       | Hossz                                    |                                          |                                          |                                          |                                          |                                          |                                          |                                          |
| ---------------------------------------- | ----------------------------------------- | ---------------------------------------- | ---------------------------------------- | ---------------------------------------- | ---------------------------------------- | ---------------------------------------- | ---------------------------------------- | ---------------------------------------- | ---------------------------------------- |
| 1.                                       | !!!!!!!                                   | 0:14                                     |                                          |                                          |                                          |                                          |                                          |                                          |                                          |
| 2.                                       | bad guy                                   | 3:14                                     |                                          |                                          |                                          |                                          |                                          |                                          |                                          |
| 3.                                       | xanny                                     | 4:04                                     |                                          |                                          |                                          |                                          |                                          |                                          |                                          |
| 4.                                       | you should see me in a crown              | 3:01                                     |                                          |                                          |                                          |                                          |                                          |                                          |                                          |
| 5.                                       | all the good girls go to hell             | 2:49                                     |                                          |                                          |                                          |                                          |                                          |                                          |                                          |
| 6.                                       | wish you were gay                         | 3:42                                     |                                          |                                          |                                          |                                          |                                          |                                          |                                          |
| 7.                                       | when the party's over (író: F. O'Connell) | 3:16                                     |                                          |                                          |                                          |                                          |                                          |                                          |                                          |
| 8.                                       | 8                                         | 2:53                                     |                                          |                                          |                                          |                                          |                                          |                                          |                                          |
| 9.                                       | my strange addiction (író: F. O'Connell)  | 3:00                                     |                                          |                                          |                                          |                                          |                                          |                                          |                                          |
| 10.                                      | bury a friend                             | 3:13                                     |                                          |                                          |                                          |                                          |                                          |                                          |                                          |
| 11.                                      | ilomilo                                   | 2:36                                     |                                          |                                          |                                          |                                          |                                          |                                          |                                          |
| 12.                                      | listen before i go                        | 4:03                                     |                                          |                                          |                                          |                                          |                                          |                                          |                                          |
| 13.                                      | i love you                                | 4:52                                     |                                          |                                          |                                          |                                          |                                          |                                          |                                          |
| 14.                                      | goodbye                                   | 1:59                                     |                                          |                                          |                                          |                                          |                                          |                                          |                                          |
| 42:48                                    |                                           |                                          |                                          |                                          |                                          |                                          |                                          |                                          |                                          |

## Fordítás
- Ez a szócikk részben vagy egészben  a   When We All Fall Asleep, Where Do We Go? című angol Wikipédia-szócikk fordításán alapul.  Az eredeti cikk szerkesztőit annak laptörténete sorolja fel. Ez a jelzés csupán a megfogalmazás eredetét és a szerzői jogokat jelzi, nem szolgál a cikkben szereplő információk forrásmegjelöléseként.